# Batroun (distrikt)
Batroun (arabiska: قضاء البترون) är ett distrikt i Libanon. Det ligger i guvernementet Mohafazat Liban-Nord, i den norra delen av landet, 50 kilometer nordost om huvudstaden Beirut.
Omgivningarna runt Batroun är i huvudsak ett öppet busklandskap. Runt Batroun är det ganska tätbefolkat, med 172 invånare per kvadratkilometer.